# Великий приз Премії мистецтв Пексан (кіно)
Великий приз Премії мистецтв Пексан (кор. 백상예술대상 영화부문 대상) — нагорода за кінематографічні досягнення, яка щорічно вручається як частина Премії мистецтв Пексан, яка проводиться JTBC та Ilgan Sports, що є афіліатом JoongAng Ilbo. Вручення переважно проходять у другому кварталі року. Нагорода є найвищою відзнакою Премії мистецтв Пексан та може вручатися як окремим особами (наприклад, режисеру чи актору), так і всьому фільму. Переможця нагороди вибирають зі списку інших номінацій у категорії кіно та він не може здобути перемогу в жодній іншій основній нагороді в цій категорії, однак до 2002 року були випадки, коли переможці, що отримали Великий приз, також отримували нагороду в іншій категорії, наприклад, 2001, 1999, 1967 тощо.
Премії мистецтв Пексан не оголошує номінантів для нагороди «Великий приз», а тому номінанти вказані лише для тих церемонії, де є інформація про них з авторитетних джерел. Найбільшу кількість разів лавретами ставали режисери Кан Усок та Лі Чунік, які двічі отримували нагороду.

## Номінанти та переможці
| Переможець нагороди | Позначає переможця |

### 1960-ті
| № | Рік  | Фото переможця                                                        | Переможець                                                            | Фільм                                                                 | Мовою оригіналу                                                       | Прим.         |
| - | ---- | --------------------------------------------------------------------- | --------------------------------------------------------------------- | --------------------------------------------------------------------- | --------------------------------------------------------------------- | ------------- |
| 1 | 1965 |                                                                       | Кім Джінґю (актор)                                                    | «Глуха Сан Йон»                                                       | 벙어리 삼룡                                                           | [ 10 ] [ 11 ] |
| 2 | 1966 | Нагороду «Великий приз (Тесан)» було вручено у театральній категорії. | Нагороду «Великий приз (Тесан)» було вручено у театральній категорії. | Нагороду «Великий приз (Тесан)» було вручено у театральній категорії. | Нагороду «Великий приз (Тесан)» було вручено у театральній категорії. | [ 12 ] [ 13 ] |
| 2 | 1967 | —                                                                     | «Пізня осінь» (фільм)                                                 | «Пізня осінь» (фільм)                                                 | 만추                                                                  | [ 7 ] [ 14 ]  |
| 4 | 1968 | —                                                                     | Чхве Намхьон (актор)                                                  | «Легенда про Ссаріґоль»                                               | 싸리골의 신화                                                         | [ 15 ] [ 16 ] |
| 5 | 1969 | Нагороду «Великий приз (Тесан)» було вручено у театральній категорії. | Нагороду «Великий приз (Тесан)» було вручено у театральній категорії. | Нагороду «Великий приз (Тесан)» було вручено у театральній категорії. | Нагороду «Великий приз (Тесан)» було вручено у театральній категорії. | [ 17 ] [ 18 ] |

### 1970-ті
| №  | Рік  | Фото переможця                                                        | Переможець                                                            | Фільм                                                                 | Мовою оригіналу                                                       | Прим.         |
| -- | ---- | --------------------------------------------------------------------- | --------------------------------------------------------------------- | --------------------------------------------------------------------- | --------------------------------------------------------------------- | ------------- |
| 6  | 1970 | Нагороду «Великий приз (Тесан)» було вручено у театральній категорії. | Нагороду «Великий приз (Тесан)» було вручено у театральній категорії. | Нагороду «Великий приз (Тесан)» було вручено у театральній категорії. | Нагороду «Великий приз (Тесан)» було вручено у театральній категорії. | [ 19 ] [ 20 ] |
| 7  | 1971 | Нагороду «Великий приз (Тесан)» було вручено у театральній категорії. | Нагороду «Великий приз (Тесан)» було вручено у театральній категорії. | Нагороду «Великий приз (Тесан)» було вручено у театральній категорії. | Нагороду «Великий приз (Тесан)» було вручено у театральній категорії. | [ 21 ] [ 22 ] |
| 8  | 1972 | Нагороду «Великий приз (Тесан)» було вручено у театральній категорії. | Нагороду «Великий приз (Тесан)» було вручено у театральній категорії. | Нагороду «Великий приз (Тесан)» було вручено у театральній категорії. | Нагороду «Великий приз (Тесан)» було вручено у театральній категорії. | [ 23 ] [ 24 ] |
| 9  | 1973 | —                                                                     | «Жіночі ворота» (фільм)                                               | «Жіночі ворота» (фільм)                                               | 홍살문                                                                | [ 25 ] [ 26 ] |
| 10 | 1974 | Нагороду «Великий приз (Тесан)» було вручено у театральній категорії. | Нагороду «Великий приз (Тесан)» було вручено у театральній категорії. | Нагороду «Великий приз (Тесан)» було вручено у театральній категорії. | Нагороду «Великий приз (Тесан)» було вручено у театральній категорії. | [ 27 ] [ 28 ] |
| 11 | 1975 | Нагороду «Великий приз (Тесан)» було вручено у театральній категорії. | Нагороду «Великий приз (Тесан)» було вручено у театральній категорії. | Нагороду «Великий приз (Тесан)» було вручено у театральній категорії. | Нагороду «Великий приз (Тесан)» було вручено у театральній категорії. | [ 29 ] [ 30 ] |
| 12 | 1976 | Нагороду «Великий приз (Тесан)» було вручено у театральній категорії. | Нагороду «Великий приз (Тесан)» було вручено у театральній категорії. | Нагороду «Великий приз (Тесан)» було вручено у театральній категорії. | Нагороду «Великий приз (Тесан)» було вручено у театральній категорії. | [ 31 ] [ 32 ] |
| 13 | 1977 | —                                                                     | «Зосередження уваги» (фільм)                                          | «Зосередження уваги» (фільм)                                          | 집념                                                                  | [ 33 ] [ 34 ] |
| 14 | 1978 | —                                                                     | «Дивовижна мандрівка» (фільм)                                         | «Дивовижна мандрівка» (фільм)                                         | 화려한 외출                                                           | [ 35 ] [ 36 ] |
| 15 | 1979 | —                                                                     | «Останні слова товариша по зброї» (фільм)                             | «Останні слова товариша по зброї» (фільм)                             | 전우가 남긴 한마디                                                    | [ 37 ] [ 38 ] |

### 1980-ті
| №  | Рік  | Фото переможця                                                    | Переможець                                                        | Фільм                                                             | Мовою оригіналу                                                   | Прим.         |
| -- | ---- | ----------------------------------------------------------------- | ----------------------------------------------------------------- | ----------------------------------------------------------------- | ----------------------------------------------------------------- | ------------- |
| 16 | 1980 | —                                                                 | «Будь відважним, Ман Сок» (фільм)                                 | «Будь відважним, Ман Сок» (фільм)                                 | 달려라 만석아                                                     | [ 39 ] [ 40 ] |
| 17 | 1981 | —                                                                 | «Хороший вітряний день» (фільм)                                   | «Хороший вітряний день» (фільм)                                   | 바람불어 좋은 날                                                  | [ 41 ] [ 42 ] |
| 18 | 1982 | Нагороду «Великий приз (Тесан)» не було вручено в категорії кіно. | Нагороду «Великий приз (Тесан)» не було вручено в категорії кіно. | Нагороду «Великий приз (Тесан)» не було вручено в категорії кіно. | Нагороду «Великий приз (Тесан)» не було вручено в категорії кіно. | [ 43 ] [ 44 ] |
| 19 | 1983 | —                                                                 | «Селище у тумані» (фільм)                                         | «Селище у тумані» (фільм)                                         | 안개마을                                                          | [ 45 ] [ 46 ] |
| 20 | 1984 | —                                                                 | «Полювання на китів» (фільм)                                      | «Полювання на китів» (фільм)                                      | 고래사냥                                                          | [ 47 ] [ 48 ] |
| 21 | 1985 | —                                                                 | «Темно-синя ніч» (фільм)                                          | «Темно-синя ніч» (фільм)                                          | 깊고 푸른 밤                                                      | [ 49 ] [ 50 ] |
| 22 | 1986 | —                                                                 | «Кільсоттим» (фільм)                                              | «Кільсоттим» (фільм)                                              | 길소뜸                                                            | [ 51 ] [ 52 ] |
| 23 | 1987 | —                                                                 | «Мисливиць місячного сяйва» (фільм)                               | «Мисливиць місячного сяйва» (фільм)                               | 달빛 사냥꾼                                                       | [ 53 ] [ 54 ] |
| 24 | 1988 | —                                                                 | «Адада» (фільм)                                                   | «Адада» (фільм)                                                   | 아다다                                                            | [ 55 ] [ 56 ] |
| 25 | 1989 | —                                                                 | «Веселка Сеулу» (фільм)                                           | «Веселка Сеулу» (фільм)                                           | 서울 무지개                                                       | [ 57 ] [ 58 ] |

### 1990-ті
| №  | Рік  | Фото переможця                                                    | Переможець                                                        | Фільм                                                             | Мовою оригіналу                                                   | Прим.         |
| -- | ---- | ----------------------------------------------------------------- | ----------------------------------------------------------------- | ----------------------------------------------------------------- | ----------------------------------------------------------------- | ------------- |
| 26 | 1990 | —                                                                 | «Коханці Умук Пемі» (фільм)                                       | «Коханці Умук Пемі» (фільм)                                       | 우묵배미의 사랑                                                   | [ 59 ] [ 60 ] |
| 27 | 1991 | Нагороду «Великий приз (Тесан)» не було вручено в категорії кіно. | Нагороду «Великий приз (Тесан)» не було вручено в категорії кіно. | Нагороду «Великий приз (Тесан)» не було вручено в категорії кіно. | Нагороду «Великий приз (Тесан)» не було вручено в категорії кіно. | [ 61 ]        |
| 28 | 1992 | —                                                                 | «Сходи до небес» (фільм)                                          | «Сходи до небес» (фільм)                                          | 천국의 계단                                                       | [ 62 ] [ 63 ] |
| 29 | 1993 | —                                                                 | «Наш кручений герой» (фільм)                                      | «Наш кручений герой» (фільм)                                      | 우리들의 일그러진 영웅                                            | [ 64 ] [ 65 ] |
| 30 | 1994 |                                                                   | Ан Сонґі (актор)                                                  | «Два копи»                                                        | 투캅스                                                            | [ 66 ] [ 67 ] |
| 31 | 1995 | —                                                                 | «Життя і смерть голлівудського хлопчини» (фільм)                  | «Життя і смерть голлівудського хлопчини» (фільм)                  | 헐리우드 키드의 생애                                              | [ 68 ] [ 69 ] |
| 32 | 1996 | —                                                                 | Пак Чхольсу (режисер)                                             | «Прощавай, мій любий»                                             | 학생부군신위                                                      | [ 70 ] [ 71 ] |
| 33 | 1997 | Нагороду «Великий приз (Тесан)» не було вручено в категорії кіно. | Нагороду «Великий приз (Тесан)» не було вручено в категорії кіно. | Нагороду «Великий приз (Тесан)» не було вручено в категорії кіно. | Нагороду «Великий приз (Тесан)» не було вручено в категорії кіно. | [ 72 ] [ 73 ] |
| 34 | 1998 | Нагороду «Великий приз (Тесан)» не було вручено в категорії кіно. | Нагороду «Великий приз (Тесан)» не було вручено в категорії кіно. | Нагороду «Великий приз (Тесан)» не було вручено в категорії кіно. | Нагороду «Великий приз (Тесан)» не було вручено в категорії кіно. | [ 74 ] [ 75 ] |
| 35 | 1999 |                                                                   | Кан Джеґю (режисер)                                               | «Свірі»                                                           | 쉬리                                                              | [ 76 ] [ 6 ]  |

### 2000-ні
| №  | Рік  | Фото переможця | Переможець                      | Фільм                           | Мовою оригіналу       | Прим.         |
| -- | ---- | -------------- | ------------------------------- | ------------------------------- | --------------------- | ------------- |
| 36 | 2000 | —              | «Чхунхян» (фільм)               | «Чхунхян» (фільм)               | 춘향뎐                | [ 77 ] [ 78 ] |
| 37 | 2001 | —              | «Лібера ме» (фільм)             | «Лібера ме» (фільм)             | 리베라 메             | [ 5 ] [ 79 ]  |
| 38 | 2002 |                | Соль Ґьонґу (актор)             | «Ворог суспільства»             | 공공의 적             | [ 80 ] [ 81 ] |
| 39 | 2003 | —              | «Дорога до дому» (фільм)        | «Дорога до дому» (фільм)        | 집으로…               | [ 82 ] [ 83 ] |
| 40 | 2004 | —              | Кан Усок (режисер)              | «Сільмідо»                      | 실미도                | [ 84 ] [ 85 ] |
| 41 | 2005 | —              | «Марафон» (фільм)               | «Марафон» (фільм)               | 말아톤                | [ 86 ] [ 87 ] |
| 42 | 2006 | —              | «Король і блазень» (фільм)      | «Король і блазень» (фільм)      | 왕의 남자             | [ 88 ] [ 89 ] |
| 43 | 2007 | —              | «Тхачча: Високі оберти» (фільм) | «Тхачча: Високі оберти» (фільм) | 타짜                  | [ 90 ] [ 91 ] |
| 44 | 2008 | —              | «Переслідувач» (фільм)          | «Переслідувач» (фільм)          | 추격자                | [ 92 ] [ 93 ] |
| 45 | 2009 | —              | Кан Усок (режисер)              | «Ворог суспільства: повернення» | 강철중: 공공의 적 1-1 | [ 94 ] [ 95 ] |

### 2010-ті
| №  | Рік  | Фото переможця | Переможець і номінанти                      | Фільм                                       | Мовою оригіналу                  | Прим.                   |
| -- | ---- | -------------- | ------------------------------------------- | ------------------------------------------- | -------------------------------- | ----------------------- |
| 46 | 2010 |                | Юн Джеґюн (режисер)                         | «Приливна хвиля»                            | 해운대                           | [ 96 ] [ 97 ]           |
| 47 | 2011 |                | Лі Бьонхон (актор)                          | «Я бачив Диявола»                           | 악마를 보았다                    | [ 98 ] [ 99 ]           |
| 48 | 2012 | —              | «Безіменний Гангстер: Правила часу» (фільм) | «Безіменний Гангстер: Правила часу» (фільм) | 범죄와의 전쟁: 나쁜놈들 전성시대 | [ 100 ]                 |
| 49 | 2013 |                | Рю Синньон (актор)                          | «Диво в камері №7»                          | 7번방의 선물                     | [ 101 ] [ 102 ]         |
| 50 | 2014 |                | Сон Кан Хо (актор)                          | «Адвокат»                                   | 변호인                           | [ 103 ]                 |
| 51 | 2015 |                | Чхве Мін Сік (актор)                        | «Битва за мьонрян»                          | 명량                             | [ 104 ] [ 105 ] [ 106 ] |
| 52 | 2016 |                | Лі Чунік (режисер)                          | «Дон Джу: Потрет поета», «Садо»             | 동주, 사도                       | [ 107 ] [ 108 ]         |
| 53 | 2017 |                | Пак Чхан Ук (режисер і співсценарист)       | «Служниця»                                  | 아가씨                           | [ 109 ] [ 110 ]         |
| 54 | 2018 | —              | «1987: Коли настане день» (фільм)           | «1987: Коли настане день» (фільм)           | 1987                             | [ 111 ] [ 112 ]         |
| 54 | 2018 | —              | «Таксист» (фільм)                           | «Таксист» (фільм)                           | 택시운전사                       | [ 4 ]                   |
| 54 | 2018 | —              | Кім Юнсок (актор)                           | «1987: Коли настане день», «Фортеця»        | 1987, 남한산성                   | [ 4 ]                   |
| 54 | 2018 | —              | Сон Кан Хо (актор)                          | «Таксист»                                   | 택시운전사                       | [ 4 ]                   |
| 55 | 2019 | —              | Чон Усон (актор)                            | «Невинний свідок»                           | 증인                             | [ 113 ] [ 114 ]         |
| 55 | 2019 | —              | «Екстримальна робота» (фільм)               | «Екстримальна робота» (фільм)               | 극한직업                         | [ 115 ]                 |
| 55 | 2019 | —              | Лі Сонмін (актор)                           | «Шпигун пішов на північ»                    | 공작                             | [ 115 ]                 |
| 55 | 2019 | —              | Рю Синньон (актор)                          | «Екстримальна робота»                       | 극한직업                         | [ 115 ]                 |

### 2020-ті
| №  | Рік  | Фото переможця             | Переможець і номінанти               | Фільм                         | Мовою оригіналу | Прим.                   |
| -- | ---- | -------------------------- | ------------------------------------ | ----------------------------- | --------------- | ----------------------- |
| 56 | 2020 |                            | Пон Джунхо (режисер і співсценарист) | «Паразити»                    | 기생충          | [ 116 ] [ 117 ]         |
| 56 | 2020 | «Паразити» (фільм)         | «Паразити» (фільм)                   | 기생충                        | [ 3 ]           |                         |
| 57 | 2021 |                            | Лі Чунік (режисер)                   | «Книга риби»                  | 자산어보        | [ 118 ] [ 119 ]         |
| 58 | 2022 |                            | Рю Синван (режисер)                  | «Втеча з Могадішо»            | 모가디슈        | [ 120 ] [ 121 ]         |
| 58 | 2022 | «Втеча з Могадішо» (фільм) | «Втеча з Могадішо» (фільм)           | 모가디슈                      | [ 122 ]         |                         |
| 59 | 2023 | —                          | «Рішення розлучитися» (фільм)        | «Рішення розлучитися» (фільм) | 헤어질 결심     | [ 123 ] [ 124 ]         |
| 59 | 2023 | —                          | Пак Чхан Ук (режисер)                | «Рішення розлучитися» (фільм) | 헤어질 결심     | [ 125 ]                 |
| 60 | 2024 | —                          | «12:12: День» (фільм)                | «12:12: День» (фільм)         | 서울의 봄       | [ 126 ] [ 127 ]         |
| 61 | 2025 | —                          | Хон Ґьонпхьо (операторська робота)   | «Харбін»                      | 하얼빈          | [ 128 ] [ 129 ] [ 130 ] |